# Metrificación

Metrificación en el mundo por año.

Países según el estado de la metrificación actual:
Completo
Casi completo
Parcialmente completo
Poca aplicación

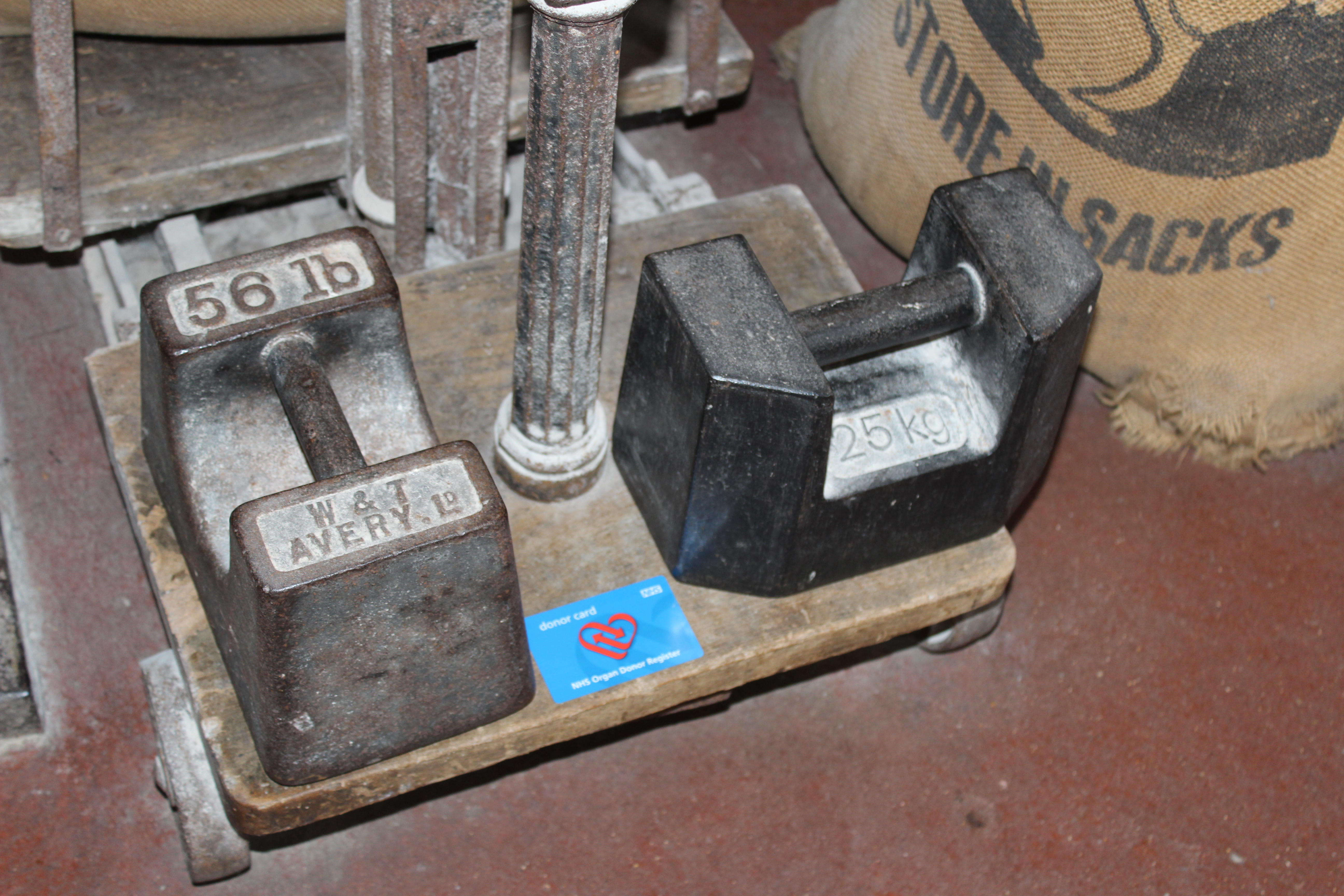
Un peso de 56 libras (25,35 kg) junto con un peso de 25 kg en un molino de harina.

La metrificación es la operación por la cual un país o cualquier otra entidad social efectúa una transición de su sistema de unidades de medidas hacia el sistema métrico decimal o, más adelante, al sistema internacional de unidades.
Numerosas unidades de medidas han sido utilizadas regionalmente en respuesta a las necesidades ligadas a una actividad humana.

## Metrificación en los países anglófonos
Un sistema de unidades se ha desarrollado así en las islas británicas. En razón de la importancia de la penetración británica, luego estadounidense, política o económica, este sistema es utilizado o conocido en numerosos países anglófonos.
En 1824 este sistema fue codificado bajo el nombre de sistema imperial de unidades. En 2004 la mayoría de los países considerados colonias británicas y el propio Reino Unido decidieron adoptar el sistema métrico, con lo que se constata que la transición no es efectiva sino en el seno de medios científicos y técnicos.

## Sistema imperial de unidades
El sistema imperial de unidades data de 1824 y fue destinado al uso del conjunto del imperio británico. Este sistema ha redefinido los valores de las unidades tradicionales sin crear nuevas. Los Estados Unidos de América, independientes en esa fecha, no adoptaron los mismos valores, donde diferencias a veces importantes (alrededor del 10% en el galón) o suficientes para crear incompatibilidades

## Sistema internacional anglosajón
Los Estados Unidos, el Reino Unido y todo el Commonwealth hicieron un compromiso en 1959. Todas las unidades se definieron a partir de las unidades del sistema métrico. Por ello actualmente hace alusión a una milla internacional, un pie internacional, etc.